# Hermann Paul Müller
Hermann Paul Müller (n. 21 noiembrie 1909, Bielefeld, Reich-ul German – d. 30 decembrie 1975, Ingolstadt, Germania) a fost un pilot de curse german, participant în competiții de motociclete, de sidecar și auto. 
În 1954, s-a alăturat echipei fabricii NSU, firma Neckarsulm, și a câștigat campionatul mondial de viteză de motociclete. Până în prezent, el rămâne cel mai în vârstă pilot (46) care a câștigat campionatul. 